# Wolfsburg (band)
Wolfsburg er et tysk black metal-band stiftet som et sideprojekt af Absurds vokalist Wolf. Bandet har udgivet to demoer og et splitalbum. Titlen på deres første demo er en oversættelse af Burzum-nummeret A Lost Forgotten Sad Spirit, og en coverversion er inkluderet på demoen. Samme coverversion kom senere med på Burzum-hyldestalbummet Visions: A Tribute to Burzum.

## Medlemmer
- Wolf (Ronald Möbus) – Alle instrumenter, vokal

### Tidligere medlemmer
- Sburg (Richard Neu) – Alle instrumenter

## Diskografi

### Demoer
- 1996: Ein vergessener, verlorender, trauriger Geist
- 1997: Trollkraft

### Splitalbum
- 1999: We Are Legion (med Barbatos)